# Enrico Brissa
Enrico Brissa (* 1971 in Heidelberg) ist ein deutscher Autor und Jurist. Von 2016 bis 2023 war er der Protokollchef des Deutschen Bundestages. Derzeit leitet er die Unterabteilung "Ausschüsse" beim Bundestag. Er führt die Amtsbezeichnung eines Ministerialdirigenten.

## Leben
Brissa studierte Rechtswissenschaften an der Ruprecht-Karls-Universität Heidelberg, wo er das Erste Staatsexamen ablegte. Nach dem Referendariat und dem Zweiten Staatsexamen in Berlin wurde er 2004 mit einer Arbeit über die italienischen Streitkräfte und ihr internationales Engagement in München promoviert. Seit 2001 arbeitete er im Deutschen Bundestag, wo er u. a. Sekretär des Kundus-Untersuchungsausschusses war. Seit 2011 hat er einen Lehrauftrag an der rechtswissenschaftlichen Fakultät der Friedrich-Schiller-Universität Jena.
Von 2011 bis 2016 war Brissa Protokollchef im Bundespräsidialamt, zunächst für Christian Wulff und nach dessen Rücktritt für Joachim Gauck. Von Juli 2016 bis Mai 2023 leitete er als Ministerialrat das Protokoll des Deutschen Bundestages. Derzeit ist der Leiter der Unterabteilung "Ausschüsse" beim Bundestag.
Brissa ist Autor zahlreicher Publikationen zu sicherheitspolitischen, historischen und juristischen Themen. 2015 veröffentlichte er eine Recherche im Deutschland Archiv, in der er der Frage nachging, ob der frühere Vorsitzende der CSU, Franz Josef Strauß, für den amerikanischen Geheimdienst Office of Strategic Services tätig gewesen war. Laut Brissa ist bis heute nicht geklärt, ob es sich tatsächlich um eine geheimdienstliche Tätigkeit handelte oder um eine Desinformationskampagne des sowjetischen Geheimdienstes KGB.
Im Jahr 2018 veröffentlichte Brissa das Buch Auf dem Parkett. Kleines Handbuch des weltläufigen Benehmens im Siedler Verlag. 2021 erschien sein Werk Flagge zeigen! Warum wir gerade jetzt Schwarz-Rot-Gold brauchen.

## Schriften (Auswahl)
- Die italienischen Streitkräfte und ihr internationales Engagement. Frankfurt am Main 2005, ISBN 978-3-631-53065-8.
- Auf dem Parkett. München 2018, ISBN 978-3-8275-0112-7.
- Flagge zeigen! Warum wir gerade jetzt Schwarz-Rot-Gold brauchen. München 2021, ISBN 978-3-8275-0133-2.